# Камени сплав
Камени сплав (порт. A Jangada de Pedra, 1986) роман је португалског Нобеловца Жозеа Сарамага.

## О књизи
У овој политичкој алегорији, на почетку романа присуствујемо физичком одвајању Пиринејског полуострва од остатка континента. Тада Португалија, коју је Европа занемарила, заједно са Шпанијом почиње да плута према северу Атлантика, док Владу националног спаса хвата паника а туристи и инвеститори беже са новог, отцепљеног острва главом без обзира. Петоро становника (две жене и три мушкарца), свако за себе, доживљавају редак феномен који је, како верују, повезан са отцепљењем: једно прави неизбрисиву линију на тлу земље, друго постаје људски сеизмограф, треће открива бескрајну чарапу... После низа случајности, као и оданости једног пса луталице – петоро људи и пас се нађу заједно на окупу и отпочињу да чергаре отцепљеним делом континента у потрази за узроцима и смислом овог одвајања, а писац, у свом познатом стилу и препознатљивим сопственим правописом, целу причу обавија митовима, бајкама и осећањем трагичне судбине човечанства.

## Оцене романа
„Блиставо замишљено епско путовање… Предивна савремена бајка.“ Kirkus Reviews
„Камени сплав се одиграва у блиској будућности и на фантастичан, ироничан и меланхоличан начин дочарава дубоко усађен страх и неизвесност мале Португалије пред све моћнијом Европском унијом, са приличним скептицизмом према присаједињењу, карактеристичним за Сарамагове политичке ставове, и са штимунгом краја времена.
“ Der Spiegel